# Liste der Backsteinbauwerke der Gotik in Russland
▶ Backsteinbauwerke der Gotik – Übersicht
Die Liste der Backsteinbauwerke der Gotik in Russland ist eine möglichst vollständige Zusammenstellung der Bauwerke der Backsteingotik in Russland. Sie ist Teil des Listen- und Kartenwerks Backsteinbauwerke der Gotik, in dem der gesamte europäische Bestand an gotischen Backsteinbauwerken möglichst vollständig aufgeführt ist. Aufgenommen sind nur Bauten, an denen der Backstein irgendwo zutage tritt oder, bei geschlämmten Oberflächen, wenigstens die Backsteinstruktur von Mauerwerk erkennbar ist.
Historischer Hintergrund:
In den mittelalterlichen Grenzen Russlands gibt es wohl nur ein einziges Bauwerk der Backsteingotik. Es wurde in Weliki Nowgorod errichtet in der Zeit, da die Republik Nowgorod ein eigenständiger Staat war, der sich westlich und nördlich des Großfürstentums Moskau erstreckte. Daneben gibt es in der Stadt einzelne Bauwerke byzantinisch-russischer Tradition, die einzelne gotische Elemente aufweisen, manchmal auch aus Backstein. Ob jene Backsteinverwendungen neben byzantinischer auch nordwesteuropäischer Technik folgen, ist jedoch fraglich.
Alle übrigen gotischen Backsteinbauten im heutigen Russland wurden errichtet, bevor die entsprechenden Orte zu Russland gehörten.
Wenigstens ein Bauwerk ist schwedischen Ursprungs.
Die allermeisten gotischen Backsteinbauten Russlands stehen in der Exklave Kaliningrad. Deren Gebiet bildete zusammen mit dem nördlich angrenzenden heutigen Kleinlitauen und der südlich angrenzenden heutigen Woiwodschaft Ermland-Masuren die Landschaft Preußen, das Kerngebiet des Ordensstaates.
Benutzungshinweis:
- Bei einigen Gebäuden ist mit dem Kürzel (CC) die zugehörige Kategorie der Wikimedia Commons verlinkt, des Bilderfundus der Wikipedia.

## Mittelalterliches Russland
In der Republik Nowgorod wurden einige Kirchen errichtet, die bei insgesamt russischer, letztlich byzantinisch geprägter Struktur doch einige gotische Elemente aufweisen. Bei einigen davon sind Maueröffnungen und Lisenen aus Backstein vorhanden. Wie viel davon zu welchen Zeiten sichtbar war, bleibt offen. Einige sind verputzt mit Sichtfenstern zum Mauerwerk. Der wenige Jahrzehnte vor der Annexion durch das Großfürstentum Moskau entstandene Bischofspalast auf dem Nowgoroder Kreml wurde im Gegensatz zu den Kirchen unter Mitwirkung westlicher Handwerker errichtet.
Anzahl der Gebäude und Gebäudegruppen: 6
| Ort                                                              | Bauwerk | Bauzeit   | Anmerkungen | Foto |
| ---------------------------------------------------------------- | --- | --------- | --- | ---- |
| Weliki Nowgorod                                                  | Bischofskammer im Nowgoroder Kreml                                                                         | 1433      | Sitzungsgebäude des Adelsrates der Republik Nowgorod                                                                                |      |
| Weliki Nowgorod                                                  | Blasiuskirche (Церковь Власия), nahe außerhalb des Zentrums (CC)                                           | 1407      | verputzt mit Mauerwerksfenstern, russisches Mauerwerk mit Portal- bzw. Fensterfassungen, Lisenen und Mauerecken aus Backstein       |      |
| Weliki Nowgorod                                                  | Kirche der Verklärung des Heilands in der Ilina-Straße (Спасо-Преображенская церковь на Ильине улице) (CC) | 1374      | Zentralbau mit nur einer Kuppel und angedeutet gotischen Fenstern, ein sichtbar gelassener Segmentbogen aus Backstein               |      |
| Rjurikowo Gorodišče, südl. des Zentrums von Weliki Nowgorod      | Verkündigungskirche (Blagaweščenija Zerkow, Благовещенская церковь) (CC)                                   | 1342/1343 | Vorgänger seit dem 12. Jh.; im Zweiten Weltkrieg durch deutsche Truppen zerstört; Mischmauerwerk mit spitzbogigen Backsteinportalen |      |
| Kowalewo, peripherer Ortsteil von Weliki Nowgorod                | Kirche der Verklärung des Heilands (Cerkew Spasso-Preobraenskaja, церкви Спасо-Преображенская) (CC)        | 1345      | russischer Feldsteinbau mit teilw. spitzbogigen Backsteinblenden und -eckpfeilern                                                   |      |
| Kožewinky/Koschewinky, nahe dem Stadtzentrum von Weliki Nowgorod | (kleiner) Dom Peter und Paul (храм Петра и Павла) (CC)                                                     | 1406      | mögl. urspr. verputzt: russisches Mischmauerwerk mit Lisenen/Wandpfeilern und einem gotischen Portal aus Backstein                  |      |

## Ehemals schwedisches Gebiet
| Ort    | Bauwerk              | Bauzeit | Anmerkungen | Foto |
| ------ | -------------------- | ------- | --- | ---- |
| Wyborg | Alte Kathedrale (CC) | 15. Jh. | später zu zweigeschossigem Walmdachhaus umgebaut, im Zweiten Weltkrieg zerstört; knapp unter der Oberkante der Westwand Rundblenden des gotischen Backsteingiebels |      |

## Exklave Kaliningrad
Anzahl der Gebäude und Gebäudegruppen: 29
| Ort                                                        | Bauwerk                                                              | Bauzeit            | Anmerkungen | Foto                        |
| ---------------------------------------------------------- | -------------------------------------------------------------------- | ------------------ | --- | --------------------------- |
| Königsberg (seit 1946 Kaliningrad)                         | Dom                                                                  | 1330–1380          | 1944 schwer beschädigt, ab 1992 restauriert |                             |
| Chrabrowo                                                  | Kirche Powunden                                                      |                    | Backstein und Feldstein, an den Trümmern noch Reste der Wandmalereien zu erkennen                                                                               |                             |
| Demjanowka, Wüstung bei Dalneje (Дальнее), Rajon Prawdinsk | Kirche Groß Engelau D-NO S. 117                                      | Ende 14. Jh.       | schwindende Reste, v. a. des Turms | Fotos siehe Link change.org |
| Dworkino, Rajon Prawdinsk                                  | Kirche Friedenberg (Кирха Фриденберг) D-NO S. 127                    | 1376               | Ruine mit weitgehend erhaltenen Außenmauern, prächtiger Chorgiebel                                                                                              |                             |
| Druschba                                                   | Kirche Allenburg                                                     | 15. Jh.            | |                             |
| Gurjewsk                                                   | Kirche Neuhausen                                                     |                    | |                             |
| Gwardejskoje                                               | Dorfkirche Mühlhausen                                                | 1. H. 14. Jh.      | restauriert |                             |
| Kaschtanowo                                                | Kirche Almenhausen                                                   |                    | Ruine seit 1945 |                             |
| Krasnotorowka, Rajon Selenogradsk                          | Kirche Germau (Кирха Гермау) D-NO S. 134                             |                    | Kirche 1365 aus Refektorium der im übrigen zerstörten Ordensburg von 1270, heutige Reste der Kirche Feldstein mit wenig Backstein                               |                             |
| Kumatschjowo, bei Selenogradsk                             | Kirche Kumehnen                                                      | Ende 14. Jh.       | |                             |
| Kurortnoe, Städt. Siedl. Prawdinsk                         | Burg Groß Wohnsdorf                                                  |                    | heute Ruine, Torturm restauriert |                             |
| Logwino                                                    | Kirche Medenau                                                       |                    | spärliche Reste |                             |
| Mendelejewo, Stadtteil von kaliningrad                     | Juditter Kirche                                                      | spätes 13. Jh.     | |                             |
| Nekrassowo, Rajon Gurjewsk                                 | Burg Schaaken (CC)                                                   | 14. Jh.            | anscheinend zeitweise verputzt |                             |
| Neman (Ragnit)                                             | Ordensburg Ragnit                                                    | 1397–1409          | heute Ruine |                             |
| Nisowje (Waldau)                                           | (Ordens-)Burg Waldau (Zamok Waldau Замок Вальдау), D-NO kein Eintrag | gegründet 1264     | später massiv verändert und heute (beherbergt ein Museum) fast vollständig verputzt                                                                             |                             |

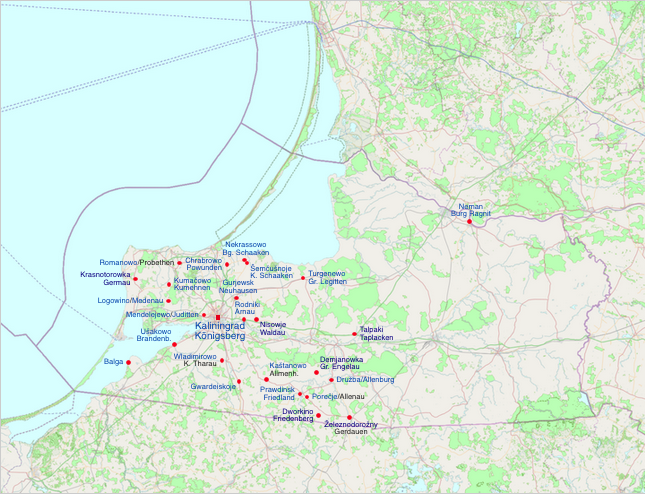
Screenshot der interaktiven Verteilungskarte für den Norden des ehem. preußischen Ordenslandes

| Poretschje, Rajon Prawdinsk                                | Kirche Allenau (CC)                                                  |                    | |                             |
| Prawdinsk                                                  | Kirche Friedland (CC)                                                |                    | Staffelhalle |                             |
| Rodniki, Rajon Gurjewsk                                    | Kirche Arnau                                                         | spätes 14. Jh.     | |                             |
| Romanowo                                                   | Kirche Pobethen (Pobetenskaja kircha Побетенская кирха) (CC)         | Ende 13. Jh. –1321 | erhaltener Kirchturm verputzt, Schiff wohl original backsteinsichtig (siehe Link)                                                                               |                             |
| Schelesnodoroschny                                         | Kirche Gerdauen                                                      | gestiftet 1260     | 1948–1957 Kulturhaus, danach Verfall, 1992 u. 1998 teilw. gesichert (neues Turmdach)                                                                            |                             |
| Schemtschuschnoje (Kirche Schaaken)                        | Dorfkirche Schaaken                                                  | 14. Jh.            | heute Ruine |                             |
| Talpaki (Taplacken), Rajon Gwardeisk                       | Ordensburg Taplacken (Zamok Taplaken Замок Таплакен)                 | 1336, 1530         | 1367 von Litauern zerstört, 1530 umgebaut, im 18. Jh. Ruine, seither weiter abgetragen, heutige Reste Feldstein u. (noch etwas) Backstein                       |                             |
| Turgenewo                                                  | Kirche Groß Legitten (CC)                                            |                    | |                             |
| Uschakowo, Gem. Nowomoskowskoje, Rajon Gurjewsk            | Ordensburg Brandenburg (CC)                                          | 1275–1290          | 1525 nach Brand wiederhergestellt; seit dem 18. Jh. teilw. abgetragen, in intaktem Zustand zumindest zuletzt in großen Teilen verputzt; Denkmalschutz seit 2008 |                             |
| Uschakowo, Gem. Nowomoskowskoje, Rajon Gurjewsk            | Kirche Brandenburg                                                   |                    | Ruine, Gemäuer des Turms weitgehend erhalten, derzeit kein Denkmalschutz                                                                                        |                             |
| bei Wesjoloje                                              | Ordensburg Balga                                                     | ab 1239            | seit Jahrhunderten Ruine | Zamok balga may2006.JPG     |
| Wladimirowo                                                | Kirche Tharau (CC)                                                   |                    | restauriert |                             |
| Znamensk/Snamensk (Wehlau)                                 | Jacobi-Kirche D-NO S. 455                                            | wohl ab 1360       | seit 1945 Ruine |                             |